# Průsmyk Ťü-jung

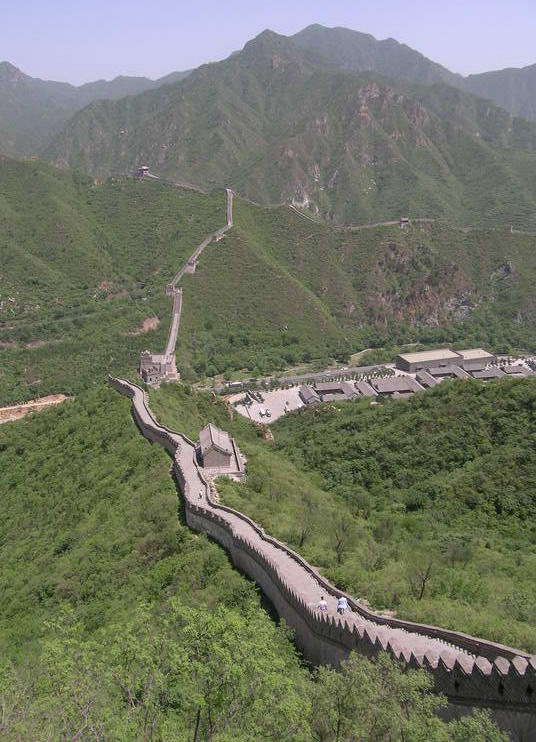
Letecký pohled na průsmyk

Průsmyk Ťü-jung (čínsky v českém přepisu Ťü-jung-kuan, pchin-jinem Jūyōng Guān, znaky zjednodušené 居庸关, tradiční 居庸關) je průsmyk na území Pekingu, hlavního města Čínské lidové republiky. Leží v obvodě Čchang-pching zhruba padesát kilometrů od centra města. Je jedním ze tří velkých průsmyků, kterými vede Velká čínská zeď, zbylé dva jsou Šan-chaj-kuan a Ťia-jü-kuan.
Současné jméno se poprvé objevuje za dynastie Čchin, když císař Čchin Š'-chuang-ti přikázal stavbu zdi.
Je zde stanice na železniční trati Peking – Pao-tchou, která průsmykem prochází.